# Fauchon (arme)
Pour les articles homonymes, voir Fauchon.

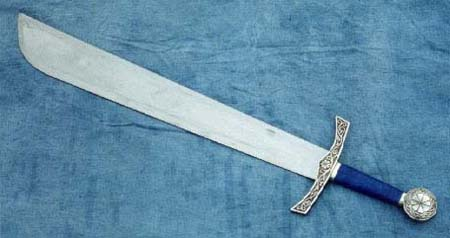
Un fauchon.

Un fauchon est un sabre droit, développé en Europe durant le Moyen Âge et utilisé entre le XIe et le XVIe siècle.
La lame mesure généralement entre 40 et 60 centimètres, parfois plus, et peut être droite ou légèrement recourbée. La lame s'élargit jusqu'à la pointe et disposait souvent d'un contre-tranchant permettant de donner des coups de revers.
Les fauchons sont largement représentés dans l'iconographie médiévale (Chroniques de Froissard, Bible de Maciejowski, etc.), on peut en voir courbes s'élargissant vers la pointe, muni d'un contre-fil, le décroché de la pointe est variable suivant les époques, parfois il est même formé en deux voire trois décrochés successifs, formant des « dents de scies ».
Les fauchons sont des descendants des couteaux de chasse, des lames utilitaires comme les scramasaxes antérieurs, et selon certains historiens des cimeterres. Certaines pièces montreraient une absence de garde et de pommeau comme les machettes actuelles. Au XVe siècle c'est une pièce habituelle de l'équipement des hommes de l'infanterie.
Les traités d'escrime mentionnent largement son utilisation, précisant la manière d'utiliser le dos de la lame, non tranchant, pour recevoir et guider la lame adverse, ménageant ainsi le fil de l'arme et facilitant la contre-attaque.
Les fauchons sont des armes normalement à une main ou à une main et demie, ce qui les différencie des grands fauchons ou fauchons de guerre, supérieurs à 60 cm se maniant à deux mains.
Suivant le lieu et l'époque, on peut également le trouver sous les dénominations de « braquemard » ou « coutelas ».